# Vernon (Connecticut)
Vernon ist eine Stadt im Tolland County im US-Bundesstaat Connecticut, Vereinigte Staaten, mit 29.600 Einwohnern (Stand: 2004). Die geographischen Koordinaten sind: 41,87° Nord, 72,47° West. Das Stadtgebiet hat eine Größe von 46,8 km². 
Der ehemalige Gouverneur von Virginia, Mark R. Warner, wuchs in Vernon auf.